# Amulet (album Harlemu)
Amulet – trzecia płyta rockowego zespołu Harlem. Album ukazał się w 2000 roku.

## Lista utworów
Źródło:.
1. „Nienormalni” – 2:53
2. „Biegnę (O Tobie sen błękitny)” – 4:08
3. „Wierzę w siebie” – 3:42
4. „Czekając na miłość” – 3:55
5. „Między ziemią a niebem” – 4:23
6. „Płonąc” – 3:58
7. „...że naj...” – 5:16
8. „Trzy razy o odchodzeniu” – 4:51
9. „Wyspa róż” – 3:38
10. „Most nad diamentową rzeką” – 3:35
11. „Coś piłem” – 4:12
12. „Kiedy góral umiera” – 7:32

## Skład
Źródło:.
- Ryszard Wolbach – wokal, gitara akustyczna
- Krzysztof Jaworski – gitary elektryczne, gitara akustyczna, wokal
- Jarosław Zdankiewicz – bębny, chórki
- Stanisław Czeczot – gitara basowa
- Gość specjalny: Maciej Balcar – wokal

Goście
- Romuald Kunikowski – instrumenty klawiszowe
- Marek Kisieliński – instrumenty klawiszowe, akordeon
- Ola Chludek, Kasia Pysiak, Ewa Brachun – chórki
- Zespół Czarne Karakuły